# Jači od bande (2003.)
Jači od bande je šesti samostalni film Sinjskog glumca i redatelja Bore Leeja u trajanju od sat vremena.

## Radnja filma
Film započinje scenom u kojoj Bore Lee izlazi iz zgrade i sastaje se s prijateljem Senseijem, a nakon kraćeg razgovora odlaze autom do Cetine. Uskoro se događa zaplet, kada je Senseija otela pokvarena družina koja je ostvarila minimalan preduvjet da bi se mogla nazivati bandom, tj. ima dva člana: zlog šefa bande Žeru i Širovića (isti likovi se pojavljuju i u prethodnom filmu iz 2001. godine, Otrovne ruke). Bore Lee odluči platiti otkupninu, međutim nakon plaćanja banda više nije voljna vratiti mu Senseija, pa ih mora pretući i uzeti ga silom. Do kraja filma banda pravi planove kako nadvladati Boru, te Bore Lee i Sensei susrete s bandom opetovano završavaju premlaćivanjem bande, da bi u zadnjem okršaju premlaćivanjem ubili šefa bande i time konačno dokrajčili bandu.
Film u drugoj polovici sadrži prikaz Bore kako se kupa u rijeci Cetini, skače u nju na razne načine i roni. U prvom kadru nakon toga, on (gledajući ni u koga) glasno izjavi "ja sam se kupao u Cetini" (podignuvši ruku), kako bi se odvukla pažnja od šefa bande Žere koji se skriva među grmljem i koji ga buzdovanom udara po glavi uz zvuk "tup!". Usprkos tome, Bore ga i tada uspijeva pretući.